# Serie 300 (subte de Buenos Aires)
La Serie 300 de los Alstom Metrópolis es un número de vehículos subterráneos fabricados por Alstom en Brasil para su uso en el Subte de Buenos Aires. Se utilizan en las Líneas D y H, siendo esta última la única cuya flota está compuesta en su totalidad por esta unidad. En la red, estos coches constituyen la gran mayoría de la flota, que reemplazaron a los antiguos coches Siemens O&K  en la Línea H y los coches Fiat-Materfer en la D. Esta última también opera con una generación anterior de la  Serie 300 de Alstom Metrópolis, la Serie 100.

## Datos técnicos
- Procedencia:  Brasil
- Fabricante: Alstom Brasil
- Año de fabricación: 2014-2018
- Año de entrega: 2016-2019
- Unidades encargadas:  180
- Unidades en servicio: 162 (78 en la Línea H y 84 en la Línea D)
- Líneas: D. y H.
- Capacidad: 1500 pasajeros
- Sistema de seguridad:  CBTC
- Cuerpo: acero, plástico

- Otras características
  - Caja negra
  - Aire acondicionado
  - Cámaras de seguridad
  - Aviso sonoro de estaciones
  - Regeneración de energía durante el frenado

### Generalidades e historia
La Serie 300 se encargó principalmente para ser la flota estandarizada de la Línea H reemplazando a los históricos coches Siemens-Orenstein & Koppel asignados en un principio, una vez que la línea cuente con el trazado adecuado. El 26 de julio de 2016 se dio el recambio entre ambas flotas, sacando de servicio definitivamente a los coches originales.
Luego de completar una flota de 78 coches (13 formaciones de 6 coches) para la naciente línea, se encargó una nueva partida, en este caso para la línea D. Originalmente se encargaron 102 coches más, sin embargo, se introdujeron en 2018 84 coches (14 formaciones), las cuales reemplazaron definitivamente a los coches Fiat-Materfer-Siemens, y más tarde, a una parte de sus hermanos mayores, los Alstom Metrópolis serie 100, siendo destinados los coches relevados a reforzar la Línea E.
Las principales diferencias con sus hermanos mayores radican en su apariencia, con frentes de líneas más redondeadas, la falta de ventanillas en los tramos de lateral donde las puertas "se guardan" cuando se abren, y en el diseño del interior. Además cambia la disposición de las formaciones, compuestas por dos coches cabina remolcados (RCA y RCB) y cuatro coches motrices intermedios (MA, MB, MC y MD), prescindiendo del modo de desacople rápido, y completamente con aire acondicionado y señalización luminosa y auditiva.Tienen una velocidad máxima de diseño de 120 km/h pero en servicio funcionan a 80km/h

## Seguridad
Todos los coches poseen suspensiones neumáticas que se ajustan en función de la carga que transportan y regeneración de energía durante el frenado.
También cuentan con un dispositivo de antiempotramiento que evita que un coche se superponga a otro y están equipados con caja negra.
En cuanto al señalamiento, se encuentra instalado el Sistema CBTC (Communication Based Train Control), aumentando la frecuencia.
Además, todos los coches tienen cámaras de seguridad de tipo domo y también en la cabina de mando, de donde pueden ser monitoreadas, aparte de un centro equipado para esto.